# Khirbet Awad
Khirbet Awad (tiếng Ả Rập: خربة عواد; cũng đánh vần Khirbet Awwad) là một ngôi làng ở miền nam Syria, một phần hành chính của huyện Salkhad thuộc tỉnh al-Suwayda. Nó đứng trên biên giới của Syria với Jordan. Các địa phương gần nhất là al-Mughayyir ở phía tây bắc và Annat ở phía đông bắc. Trong cuộc điều tra dân số năm 2004, nó có dân số 398. Cư dân của nó là Druze.

## Lịch sử
Trong thời kỳ cuối Ottoman, Khirbet Awad đã được Druze định cư. Vào giữa thế kỷ 19, ngôi làng được kiểm soát bởi gia tộc Druze Sharaf ad-Din. Nó vẫn nằm dưới sự kiểm soát của Sharaf ad-Din, nhưng đã trở thành một phần trong vùng ảnh hưởng của gia tộc Bani al-Atrash vào năm 1867. Khi Đế quốc Ottoman bị đuổi khỏi khu vực Syria trong Thế chiến I, các lãnh thổ Ả Rập của nó bị chia cắt giữa Pháp và Anh. Cái trước được cho là quyền kiểm soát Syria thời hiện đại, trong khi cái sau kiểm soát Jordan thời hiện đại. Trong sự phân chia khu vực, biên giới thẳng giữa hai nước bị gián đoạn bởi Khirbet Awad, vốn là một phần của Syria. Biên giới hình thành một góc 90 độ xung quanh ngôi làng, nằm cách biên giới với Jordan 60 mét về phía bắc.